# Rocks To Roll
『Rocks To Roll』（ロックス・トゥ・ロール、サブタイトル『Spiritual Story Of HOUND DOG』）は、1987年7月16日にリリースされた、CBS・ソニー在籍時代のHOUND DOGの曲を収録したベスト・アルバム。

## 解説
LPレコードのジャケットに貼られたステッカーには『俺達は走り、走り続けた。Six Men Warriors HOUND DOGの魂の軌跡。初の2枚組ベスト・セレクション・アルバム』。
1987年9月から本格発足予定のMOTHER&CHIDRENレーベル始動に向けた、バンドが移籍する寸前の時期に、事務所の方針とは関係なく古巣から発売された。これは、翌1988年に発売された2枚のコンピレーション・アルバムにも共通している。
なお、LPレコードとカセットテープのみ2枚組・2巻組の全20曲入りで、CDだけ1枚/全16曲入り（「Bye Bye Dancin' Blue Suede Shoes」「ジェラス・ガイ」「Midnight Boogie (New Remix Version)」「MISS YOU」、以上4曲を除く）と変則的な構成ながらも、発売当時は3500円均一で同日発売された。そのCDがLPレコードとカセットテープと同じ内容になるには、2007年9月にリリースされ、ソニー・ミュージックダイレクトが手掛けた、バンド過去アルバム一斉紙ジャケット再発盤CD同発企画が世に出るまで、オリジナル発売から実に20年以上を待たねばならなかった。

## 収録曲

### CD DISC 1
1-5:SIDE A,6-10:SIDE B
1. 嵐の金曜日　[5:22]
  - 『Welcome to The Rock'n Roll Show』収録
2. RAINY LADY GOOD-BYE (Miss Mに捧ぐ)　[4:24]
  - 『STAND PLAY』収録
3. Bye Bye Dancin' Blue Suede Shoes　[3:22]
  - 『POWER UP!』収録
4. だから大好き、ロックンロール　[4:11]
  - 『Welcome to The Rock'n Roll Show』収録
5. 涙のBirthday　[4:41]
  - 『POWER UP!』収録
6. トラブル・メイカー　[3:47]
  - 『Roll Over』収録
7. ジェラス・ガイ　[4:27]
  - 『BRASH BOY』収録
8. Midnight Boogie (New Remix Version)　[3:45]
  - 『BRASH BOY』収録
9. ラスト・ヒーロー (New Remix Version)　[4:15]
  - 『BRASH BOY』収録
10. "J"のバラード　[4:52]
  - 『BRASH BOY』収録

### CD DISC 2
1-5:SIDE A,6-10:SIDE B
1. STILL!　[3:28]
  - 『BRASH BOY』収録
2. 今夜ハートで (New Remix Version)　[4:47]
  - 『DREAMER』収録
3. ff(フォルティシモ)　[4:50]
  - 『Spirits!』収録
4. Knock Me Tonight　[4:29]
  - 『Spirits!』収録
5. ラスト・シーン　[5:48]
  - 『Spirits!』収録
6. Bad Boy Blues　[5:31]
  - 『Spirits!』収録
7. ROCKS　[4:57]
  - 『LOVE』収録
8. MISS YOU　[4:10]
  - 『LOVE』収録
9. ROAD RUNNER　[4:22]
  - 『LOVE』収録
10. おまえはB-88 (All Because You) (New Remix Version)　[2:40]
  - アルバム未収録。シングルのみ

### 初盤CD
1. 嵐の金曜日
2. RAINY LADY GOOD-BYE (Miss Mに捧ぐ)
3. だから大好き、ロックンロール
  - 『狼と踊れ〜HOUND DOG 武道館ライブ』でのライブ・バージョンを収録
4. 涙のBirthday
  - ギターで始まる『POWER UP!』収録バージョンではなく、ピアノで始まるシングル・バージョンを収録
5. トラブル・メイカー
6. ラスト・ヒーロー (New Remix Version)
7. ″J″のバラード
8. STILL!
9. 今夜ハートで (New Remix Version)
10. ff(フォルティシモ)
11. Knock me Tonght
12. ラスト・シーン
13. Bad Boy Blues
14. ROCKS
15. ROAD RUNNER
16. おまえはB-88 (All Because You) (New Remix Version)